# Römische Kamillen
Die Römischen Kamillen (Chamaemelum) sind eine Pflanzengattung in der Familie der Korbblütler (Asteraceae).

## Beschreibung

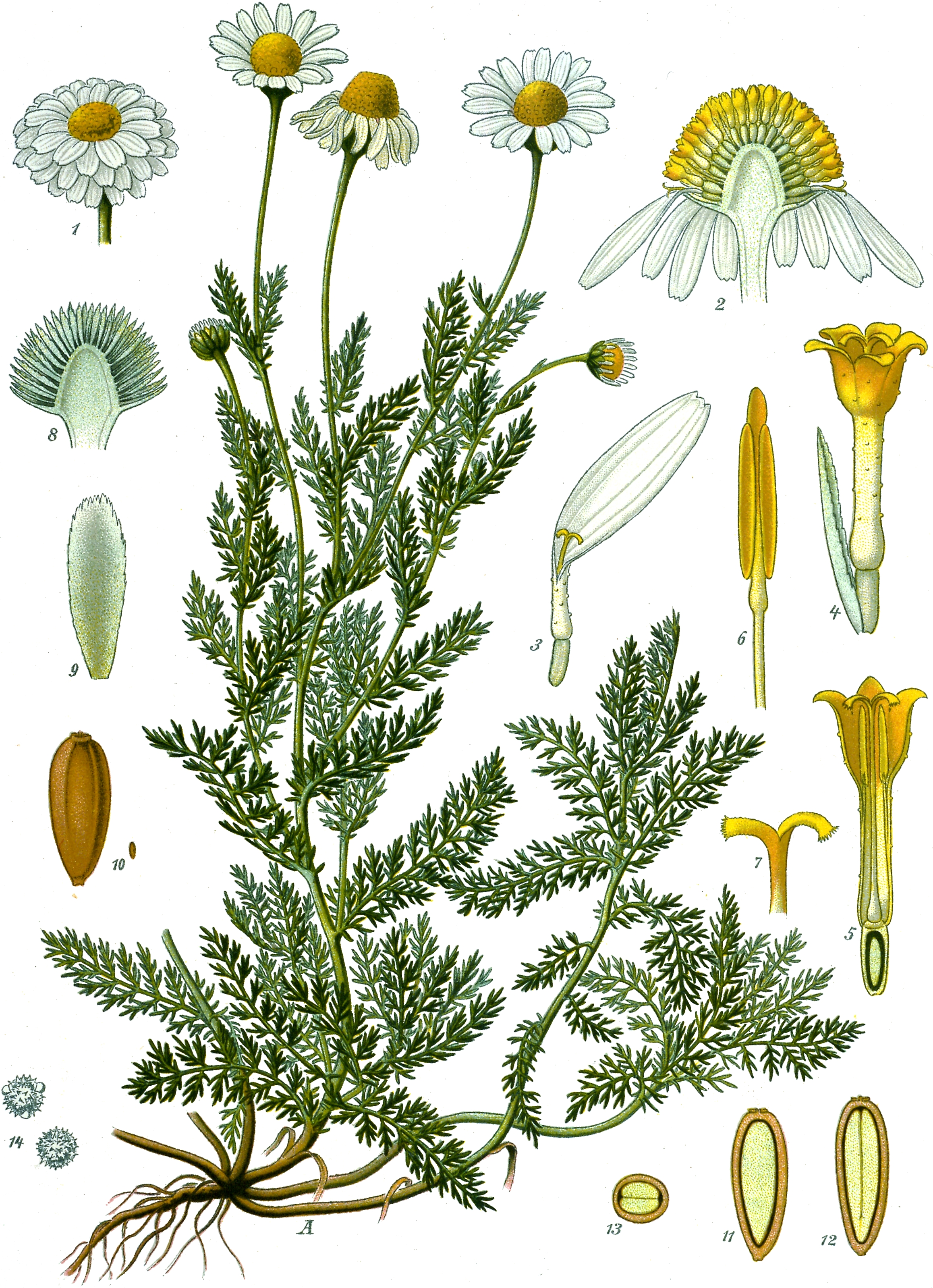
Illustration aus Köhler's Medizinalpflanzen der Römischen Kamille (Chamaemelum nobile),

### Vegetative Merkmale
Chamaemelum-Arten sind einjährige oder ausdauernde, krautige Pflanzen. Die wechselständig angeordneten Laubblätter sind zwei- bis dreifach fiederschnittig mit linealischen Blattabschnitten.

### Generative Merkmale
Die Blütenkörbchen sind gestielt, mittelgroß. Die Hüllblätter stehen in zwei bis mehreren Reihen und werden von außen nach innen zu größer. Der flach gewölbte, halbkugelige bis kegelförmige Körbchenboden ist nicht hohl und mit stumpfen Spreublättern besetzt. Die Blütenkörbchen enthalten nur Röhrenblüten oder Röhren- und Zungenblüten. Zungenblüten sind meist vorhanden, weiblich oder steril. Ihre Kronröhre ist zweiflügelig, abgeflacht und hat eine abstehende, weiße, ganzrandige oder zwei- bis dreizähnige Zunge. Die Krone der Röhrenblüten ist gelb und trägt am Grund einen Fortsatz, der die Spitze der Frucht umschließt. 
Die Achänen sind seitlich leicht zusammengedrückt und haben keine deutlichen Rippen. Ein Pappus fehlt. 

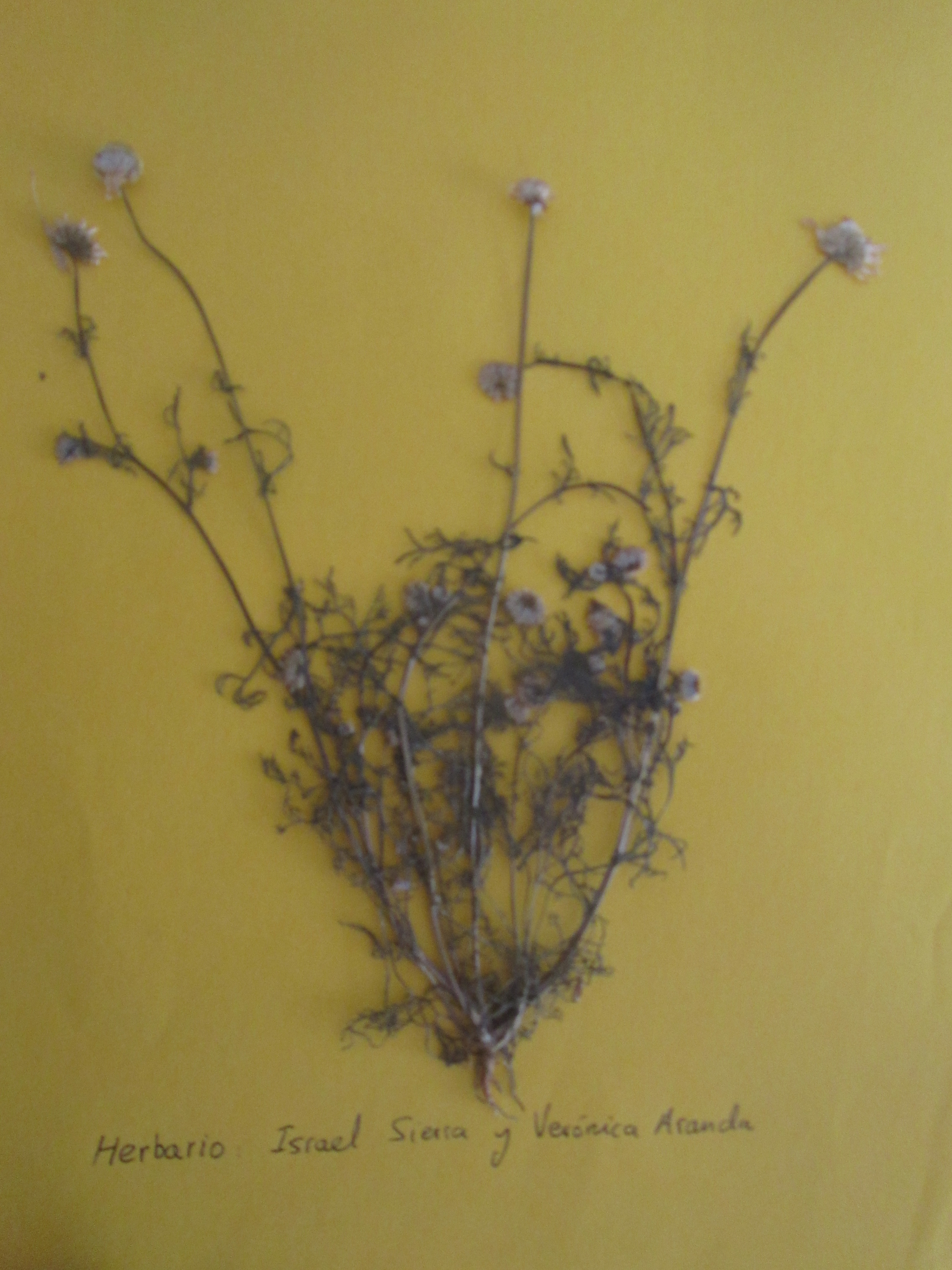
Herbarbeleg von Chamaemelum fuscatum

## Systematik
Die Gattung Chamaemelum wurde 1754 durch Philip Miller in The Gardeners Dictionary...Abridged, 4. Auflage, Seite 315 aufgestellt. Ein Synonym für Chamaemelum Mill. ist Ormenis (Cass.) Cass. Die Gattung Chamaemelum gehört zur Subtribus Santolininae aus der Tribus Anthemideae in der Unterfamilie Asteroideae innerhalb der Familie Asteraceae. Wie vielfach in dieser Tribus, ist die Zuordnung der Arten zu den Gattungen vielfach unklar und wechselt häufig. Die Artenzahlen für die Gattung reichen von zwei bis sechs.
Die beiden stets zur Gattung Chamaemelum gezählten Arten sind:
- Römische Kamille (Chamaemelum nobile (L.) All.)
- Chamaemelum fuscatum (Brot.) Vasc. (Syn.: Anthemis fuscata Brot.): Sie kommt in Marokko, Algerien, Tunesien, Spanien, Frankreich, Korsika, Sardinien, Italien, Sizilien und Albanien vor.[4] Auf Teneriffa ist sie ein Neophyt.[4]

Weiters werden teilweise folgende Arten zur Gattung Chamaemelum gerechnet:
- Anthemis triumfettii (L.) DC. (Syn.: Chamaemelum discoideum All.)[1]
- Cladanthus mixtus (L.) Chevall. (Syn.: Chamaemelum mixtum (L.) All.)

## Belege
- Siegmund Seybold (Hrsg.): Schmeil-Fitschen interaktiv. CD-ROM, Version 1.1. Quelle & Meyer, Wiebelsheim 2002, ISBN 3-494-01327-6.
- Linda E. Watson: Chamaemelum, S. 496 - textgleich online wie gedrucktes Werk, In: Flora of North America Editorial Committee (Hrsg.): Flora of North America North of Mexico. Volume 19: Magnoliophyta: Asteridae, part 6: Asteraceae, part 1 (Mutisieae–Anthemideae), Oxford University Press, New York und Oxford, 2006, ISBN 0-19-530563-9.